# Chalcides
Chalcides és un gènere de sauròpsids (rèptils) de la família dels escíncids. Dues espècies, la bívia ibèrica i el lludrió llistat, viuen als Països Catalans.

## Taxonomia
- Chalcides armitagei
- Chalcides bedriagai (Boscá, 1880) - Bivia ibèrica
- Chalcides chalcides
- Chalcides coeruleopunctatus Salvador, 1975
- Chalcides colosii Lanza, 1957
- Chalcides ebneri
- Chalcides guentheri
- Chalcides lanzai
- Chalcides levitoni
- Chalcides manueli
- Chalcides mauritanicus (Duméril & Bibron, 1839)
- Chalcides minutus Caputo, 1993
- Chalcides mionecton
- Chalcides montanus
- Chalcides ocellatus (Forskål, 1775)
- Chalcides parallelus (Doumergue, 1901)
- Chalcides pentadactylus
- Chalcides pistaciae
- Chalcides polylepis
- Chalcides pseudostriatus Caputo, 1993
- Chalcides pulchellus
- Chalcides ragazzii
- Chalcides sexlineatus Steindachner, 1891
- Chalcides simonyi (Steindachner, 1891)
- Chalcides striatus (Cuvier, 1829)
- Chalcides thierryi
- Chalcides viridanus (Gravenhorst, 1851)